# Pfarrkirche Kammersdorf

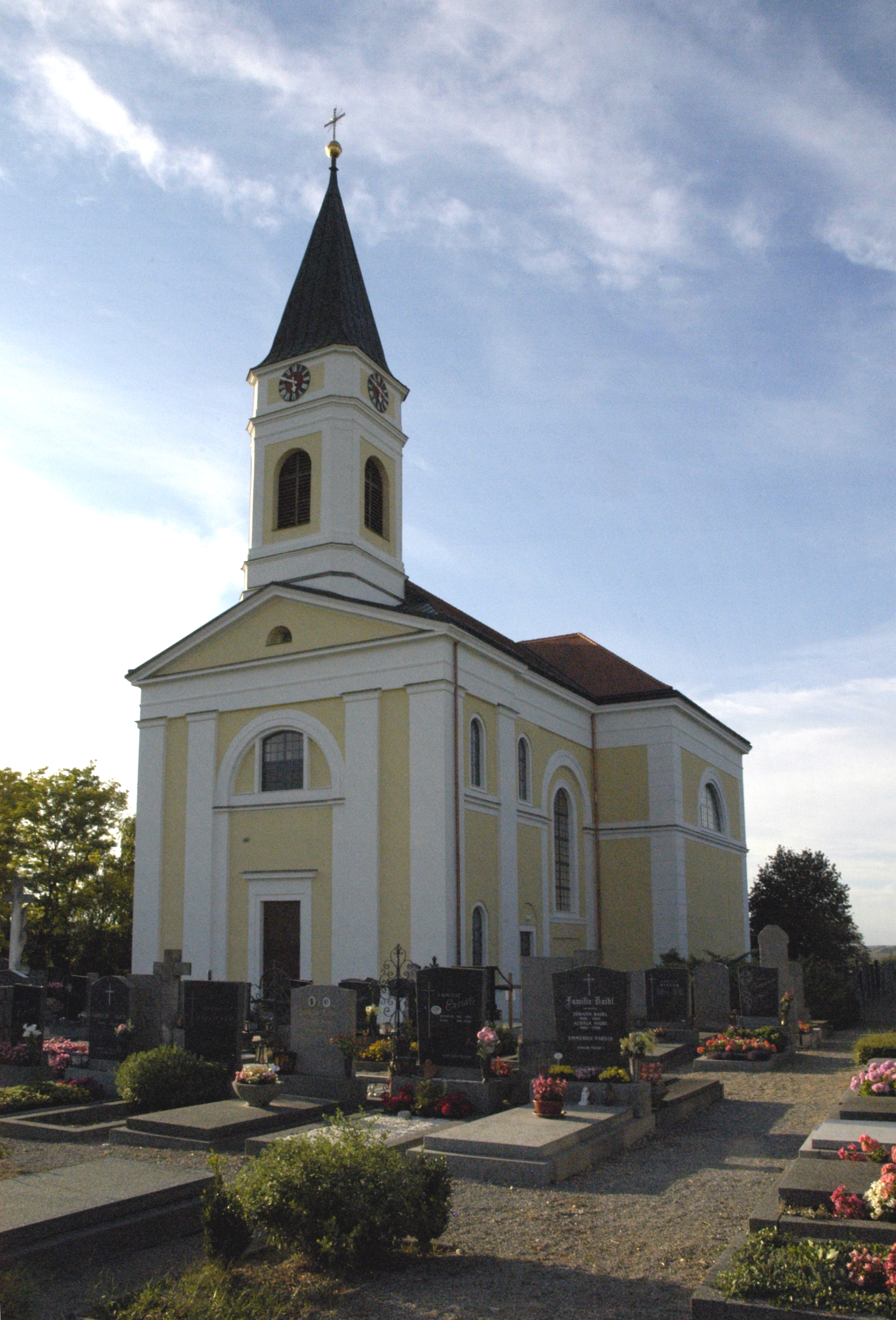
Katholische Pfarrkirche hl. Bartholomäus in Kammersdorf

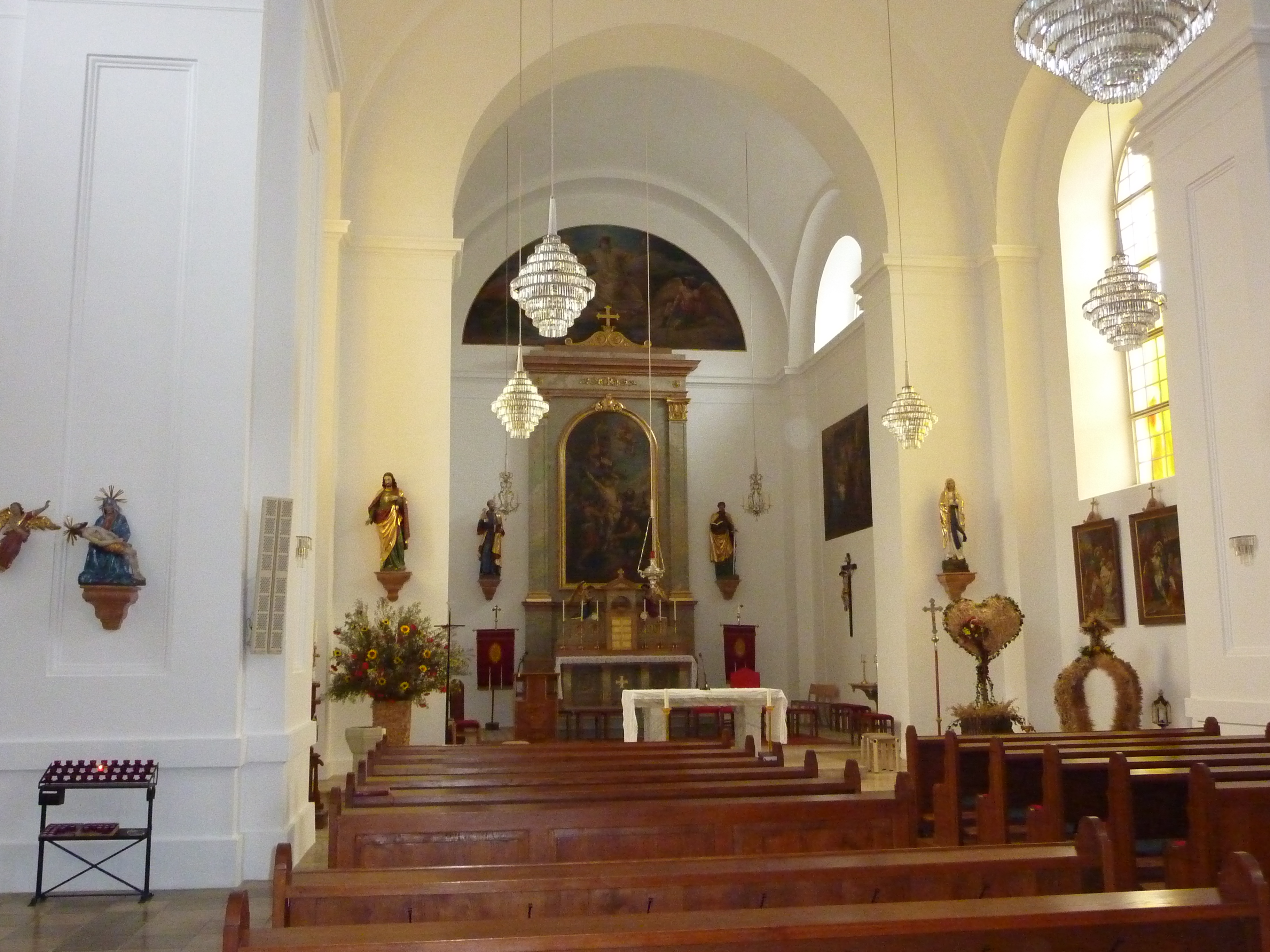
Innenansicht der Kirche

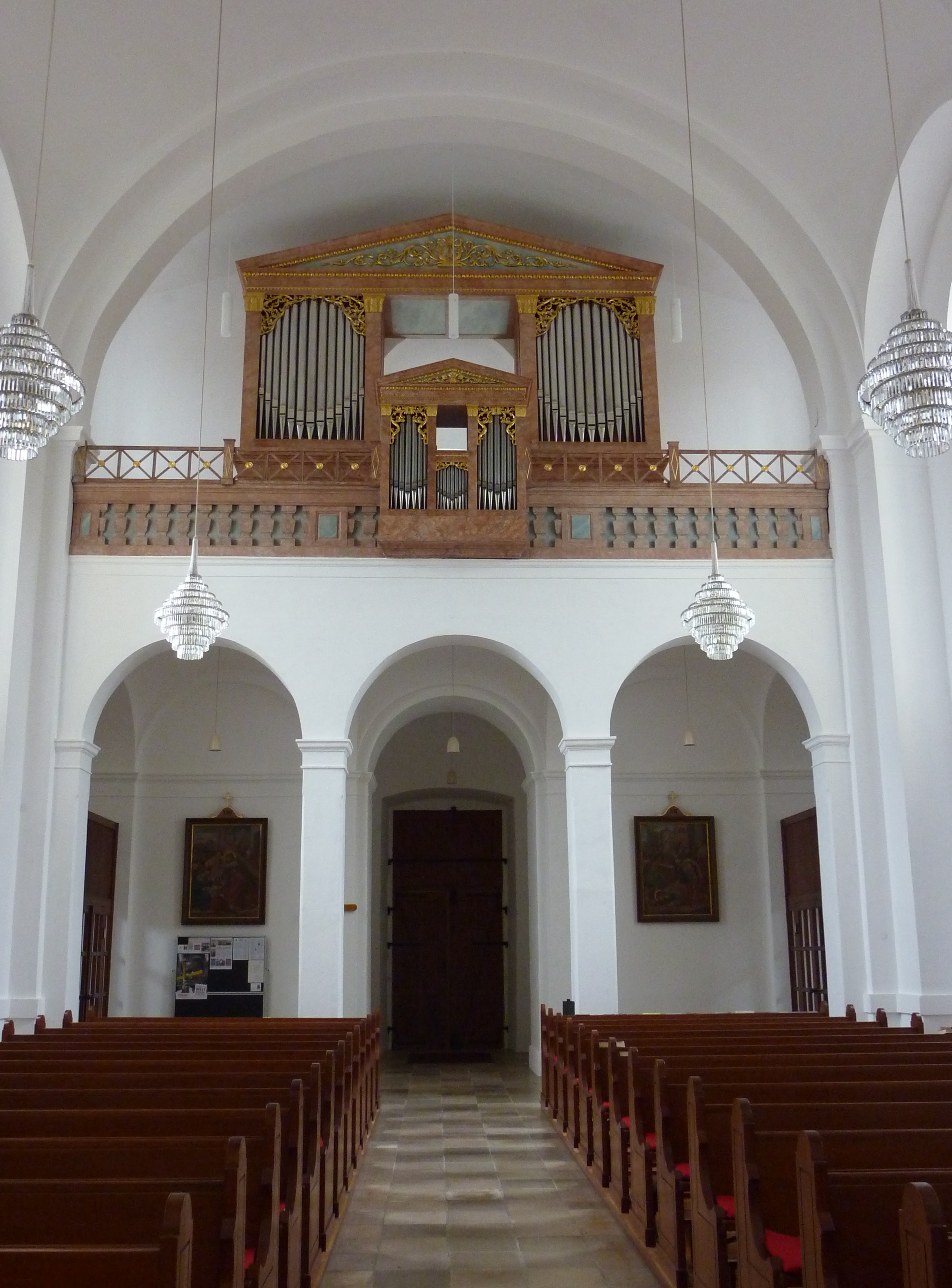
Loyp-Orgel aus 1854

Die römisch-katholische Pfarrkirche Kammersdorf steht erhöht im Osten des Ortes, vom Friedhof umgeben, in der Marktgemeinde Nappersdorf-Kammersdorf im Bezirk Hollabrunn in Niederösterreich. Die dem heiligen Bartholomäus geweihte Pfarrkirche gehört zum Dekanat Hollabrunn in der Erzdiözese Wien. Die Kirche steht unter Denkmalschutz.

## Geschichte
Im Jahr 1261 entstand die Pfarre Kammersdorf durch eine herrschaftliche Gründung des Heinrich von Seefeld. 1479 wurde die damalige befestigte Kirche zerstört. Der Nachfolgebau wurde Mitte des 19. Jahrhunderts wegen Baufälligkeit abgetragen und die derzeitige Kirche 1848–1851 unter finanzieller Beteiligung des Grundherren, der Grafen von Seefeld-Kadolz, errichtet.

## Architektur
Das hohe Langhaus mit kurzen Querarmen wird von einem etwas schmäleren quadratischen Chor abgeschlossen. Die Südfassade ist durch eine Portal-Fenstergruppe geöffnet, die in rundbogige Blendnischen eingeschrieben ist, von kolossalen Doppelpilastern flankiert und durch einen Dreieckgiebel bekrönt wird. Die Seitenfronten sind gegliedert durch genutete Putzstreifen im Bereich der Seitenportale und an den Ecken sowie durch rundbogige Blendnischen. Der Bau ist durch hohe Rundbogenfenster und an den Querarmen durch Lünettenfenster geöffnet. Die westlich gelegene Sakristei ist zweigeschoßig und liegt in der gleichen Flucht wie die fensterlose Chorwand. Die Kirche hat einen hohen Turmaufsatz mit Putzgliederung, rundbogigen Schallfenstern und einem Pyramidenhelm.

## Ausstattung
Am Hochaltar befindet sich ein Altarblatt mit der Darstellung des Martyriums des hl. Bartholomäus von Josef Neugebauer aus dem Jahr 1853. Der Hochaltar ist flankiert von Statuen der hll. Petrus und Paulus. Am linken Seitenaltar steht ein spätbarockes Kruzifix zwischen Statuen der hll. Maria und Johannes Evangelist. Am rechten Seitenaltar befindet sich ein Altarblatt Mariä Himmelfahrt mit den Seitenfiguren hll. Joachim und Anna.
Die Decken- und Wandgemälde stammen von Ludwig Mayer; im Chor ist Schöpfung, Geburt Christi und Jüngstes Gericht dargestellt, an der Decke der Vierung Christus als Weltenrichter.
Die Orgel wurde 1854 von Josef Loyp errichtet und verfügt über 18 Register mit Hauptwerk, Rückpositiv und Pedal auf. Diese Orgel wurde 1995 von Walter Vonbank instand gesetzt. Die Disposition der Orgel lautet wie folgt::
| I Hauptwerk C–f3 |       |
| Principal        | 8′    |
| Copula           | 8′    |
| Bordun           | 8′    |
| Bordunflöte      | 8'    |
| Oktav            | 4′    |
| Flöte            | 4′    |
| Quinte           | 3′    |
| Superoktav       | 2′    |
| Mixtur V         | 1 ⁄3′ |

| II Brüstungspositiv C–f3 |    |
| Waldflöte                | 8′ |
| Principal                | 4′ |
| Flöte                    | 4′ |
| Octav                    | 2′ |

| Pedal CDE–a0   |        |
| Subbass        | 16′    |
| Principalbass  | 8′     |
| Octavbass      | 8′     |
| Cornettbass II | 5 1⁄3′ |
| Violoncello    | 4'     |

- Koppeln: Manualschiebekoppel